# دارسعد (الحيمة الخارجية)

تعديل مصدري - تعديل

دارسعد هي إحدى قرى عزلة الجحادب بمديرية الحيمة الخارجية التابعة لمحافظة صنعاء، بلغ تعداد سكانها 235 نسمة حسب تعداد اليمن لعام 2004.